# Marco Belinelli
Marco Stefano Belinelli (nascut el 25 de març de 1986 a San Giovanni in Persiceto), és un jugador italià de bàsquet professional que juga als San Antonio Spurs de l'NBA. Hom l'ha considerat, després d'Andrea Bargnani, com la millor promesa del bàsquet italià de mitjans dels anys 2000. Va esdevenir el primer jugador nascut a Itàlia en guanyar el títol de l'NBA, en vèncer amb San Antonio a les Finals de l'NBA de 2014.
L'estiu de 2015 va firmar un contracte de tres temporades amb els Sacramento Kings.